# Dharamsala

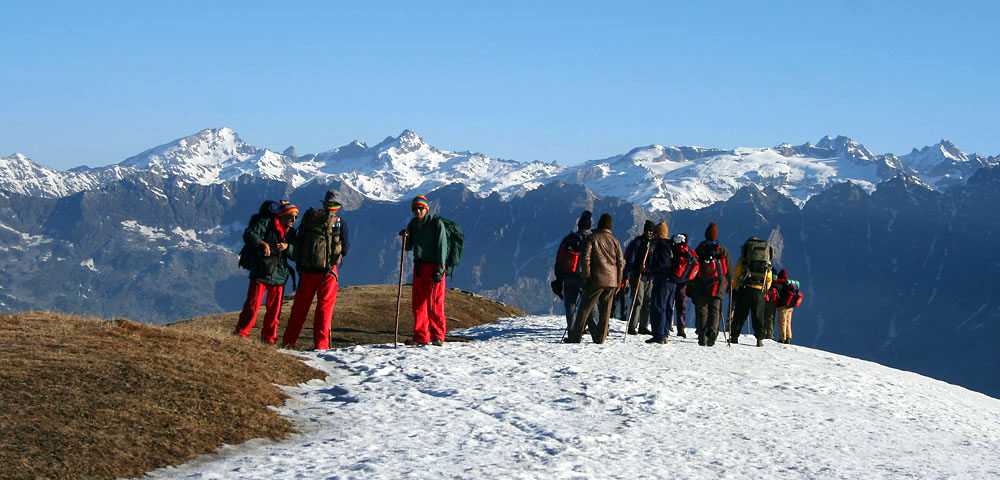
Dhauladhar-Kette

Dharamsala (Hindi धर्मशाला IAST Dharmśālā; auch Dharmsala, wörtlich „Haus des Dharma“ = „Pilgerherberge“) ist eine ca. 35.000 Einwohner zählende Stadt (Municipal Council) im nordindischen Bundesstaat Himachal Pradesh im Distrikt Kangra, dessen Verwaltungssitz sie seit 1852 ist.

## Lage und Klima

### Lage
Dharamsala liegt am Fuße der Dhauladhar, der ersten hohen Himalaya-Kette. Die Stadt wurde im Jahr 1848 von den Briten annektiert;  ein Jahr später wurde eine Garnison gegründet. Auf der ersten Hügelkette errichteten die Briten einen Bergort (Hill Station) als Sommerresidenz (McLeod Ganj). Die Anreise erfolgt häufig über den ca. 20 km südwestlich gelegenen Flughafen Kangra; es gibt aber auch Busse von Delhi aus. 
Dharamsala ist aufgeteilt in das wirtschaftliche Zentrum Lower Dharamsala (auch Kotwali Bazaar u. a., 1280 m) und das ca. 5 km (Luftlinie), aber ca. 15 km Fahrtstrecke nördlich gelegene Pilgerzentrum Upper Dharamsala (auch McLeod Ganj, 1830 m). Aufgrund der Höhendifferenz liegen beide Ortsteile getrennt. Für kleinere Fahrzeuge (Riksha, Minivan, Jeep) und Fußgänger besteht eine etwa 2 km lange direkte, aber steile Verbindung; Pkw, Lkw und Busse müssen eine rund 9 km lange, kurvenreiche Straße zwischen den Teilorten benutzen.

### Klima
In Dharamsala herrscht ein mildes warm-gemäßigtes Klima. Die Jahresmitteltemperatur liegt bei 19 °C. Der durchschnittliche Jahresniederschlag beträgt 1400 mm. Im Dezember und Januar fällt regelmäßig Schnee. Die Temperaturen liegen dann zwischen 0 °C und 15 °C. Im Sommer wird es hier zwischen 22 °C und 38 °C warm. Die angenehmsten Besuchszeiten sind zwischen März und Juni sowie von September bis November.

## Bevölkerung
| Jahr      | 1991   | 2001   | 2011   |
| Einwohner | 17.493 | 19.124 | 30.764 |

Der deutliche Bevölkerungszuwachs beruht im Wesentlichen auf der immer noch anhaltenden Zuwanderung von Einzelpersonen und Familien aus den Dörfern der Umgebung.
Ca. 70 % der Einwohner sind Hindus und knapp 28 % sind Buddhisten; jeweils gut 1 % sind Sikhs und Angehörige anderer Religionen. Es gibt auch eine kleine Moschee und eine christliche Kirche.

## Wirtschaft
Die Stadt lebt nahezu ausschließlich vom Tourismus (Hotels, Restaurants, Verkehr, Lebensmittel) sowie von nationalen und internationalen Verwaltungs- und Hilfsorganisationen.

### Pilgerzentrum Upper Dharamsala
In McLeod Ganj residiert Tenzin Gyatso, der im Jahr 1959 aus Tibet geflüchtete derzeitige Dalai Lama. Zugleich ist Dharamsala mit Zustimmung der indischen Regierung Sitz der tibetischen Exilregierung. Hier leben mehrere tausend Exil-Tibeter. Dieser Ortsteil, in dem sich auch zahlreiche tibetische Organisationen und Bauwerke befinden, wird mitunter auch Little Lhasa genannt.
In McLeod Ganj finden sich noch einige koloniale Gebäude. Außerhalb des Ortes, an der Straße nach Lower Dharamsala liegt die anglikanische Kirche St. John of the Wilderness.

## Sport
In Dharamsala befindet sich mit dem HPCA Stadium ein Test-Cricket-Stadion. In der Stadt bestreitet die Indische Cricket-Nationalmannschaft regelmäßig Heimspiele gegen andere Nationalmannschaften. Im HPCA Stadium fanden unter anderem Spiele bei der World Twenty20 2016 sowie der parallelen Women’s World Twenty20 2016 und dem Cricket World Cup 2023 statt.

## Sonstiges
- Dharamsala wurde bei dem starken Erdbeben von Kangra im Jahr 1905 beinahe völlig zerstört; ca. 20.000 Menschen starben und noch heute gibt es immer wieder kleinere Beben.
- In der Nähe von Dharamsala stehen bedeutende Hindutempel aus dem 7. und 8. Jahrhundert (Jawalamukhi, Brijeshwari und Chamunda).
- In Dharamsala beginnen einige Trekkingtouren, z. B. nach Triund (3350 m), zum Inderhara-Pass (4350 m) und weiter nach Bharmour. Man kann auch Richtung Westen zum Dorf Kareri und weiter zum Kareri Lake (3200 m) wandern.
- Ein Abschnitt des Films Unheimliche Begegnung der dritten Art ist in Dharamsala angesiedelt. Die entsprechenden Szenen wurden allerdings nicht vor Ort gedreht, sondern in Raigad im Bundesstaat Maharashtra.